# You and Tequila
«You and Tequila» (с англ. — «Ты и текила») — песня американского кантри-певца и автора-исполнителя Кенни Чесни при участии Грейс Поттер, вышедшая 31 мая 2011 года в качестве четвёртого сингла из его 13-го студийного альбома Hemingway’s Whiskey (2010) на лейбле BNA Records. «You and Tequila» — песня, написанная Матракой Берг и Диной Картер. В версии Чесни звучит гостевой вокал Грейс Поттер, солистки группы Grace Potter and the Nocturnals. 30 ноября песня получила две номинации на 54-ю премию «Грэмми» в категориях «Лучшая кантри-песня» и «Лучшее исполнение кантри-дуэтом/группой». Концертная версия песни вошла в альбом Чесни 2012 года Welcome to the Fishbowl.

## История
Дина Картер и Матрака Берг стали соавторами песни, и обе записали свои собственные версии: Картер — на своем альбоме I’m Just a Girl (2003), а Берг — на альбоме 2011 года The Dreaming Fields.

## Отзывы
Версия песни Чесни получила положительные отзывы от музыкальных критиков. Крис Тэлботт из Associated Press назвал ее «меланхоличной песней о любви и ненависти», а в рецензии на HitFix, не получившей подтверждения, песня была названа «изысканной» и одной из «высоких нот в карьере Чесни». Бобби Пикок из Roughstock оценил песню в четыре с половиной звезды из пяти, похвалив вокал Чесни и Поттера и «сдержанную простоту» текста. Билл Фрискикс-Уоррен из The Washington Post считает, что песня имеет влияние американы и делает альбом Чесни «самым стилистически широким на сегодняшний день».
Также песня получила две номинации на 54-ю премию «Грэмми» в категориях «Лучшая кантри-песня» и «Лучшее исполнение кантри-дуэтом/группой».

## Чарты
| Чарт (2011)                         | Высшая позиция |
| ----------------------------------- | -------------- |
| Канада (Billboard Canadian Hot 100) | 62             |
| Канада (Billboard Country)          | 5              |
| США (Billboard Hot 100)             | 33             |
| США (Billboard Hot Country Songs)   | 3              |

| Чарт (2011)                  | Позиция |
| ---------------------------- | ------- |
| US Country Songs (Billboard) | 7       |
| US Billboard Hot 100         | 98      |

## Сертификации
| Регион                                                                      | Сертификация  | Продажи   |
| --------------------------------------------------------------------------- | ------------- | --------- |
| США (RIAA)                                                                  | 3× Платиновый | 3 000 000 |
| Данные о продажах + прослушиваниях приведены только на основе сертификации. |               |           |